# Щ-107
«Щ-107» — советская дизель-электрическая торпедная подводная лодка времён Второй мировой войны, принадлежит к серии V проекта Щ — «Щука».

## История корабля
Лодка была заложена 27 марта 1932 года на заводе № 190 «Северная верфь» в Ленинграде, в том же году была доставлена в разобранном виде на завод № 202 «Дальзавод» во Владивостоке для сборки и достройки, спущена на воду в июле 1933 года. 27 ноября 1933 года лодка вошла в состав Морских Сил Дальнего Востока под обозначением Щ-23.

### Служба
- 7 декабря 1933 года получила имя «Сиг».
- 15 сентября 1934 года получила обозначение «Щ-107».
- В годы Второй мировой войны в боевых действиях не участвовала.
- C 5 ноября 1945 года использовалась в учебных целях.
- 10 июня 1949 года переименована в «С-107».
- 26 июня 1954 года исключена из состава флота.
- 1 октября 1954 года расформирована, впоследствии разделана на металл.

## Командиры лодки
- 1933 — … — В. Якушкин (или Янушкин).
- … — август 1945 — … — М. Д.Невинный.